# Christian Kampmann
Christian Kampmann (Hellerup, 24 luglio 1939 – Læsø, 13 settembre 1988) è stato uno scrittore e giornalista danese.

## Biografia
Insieme a scrittori come Anders Bodelsen e Henrik Stagerup, è considerato uno dei principali esponenti del neo-realismo danese. I suoi romanzi sono incentrati principalmente sulle vicende delle classi medie o superiori, ambientati a partire dal dopoguerra fino agli anni ottanta. Kampmann presenta personaggi alienati, che hanno problemi a collocarsi nel mondo e nella società, ponendo l'accento su tematiche sociali come l'omosessualità (ad esempio nella trilogia Fornemmelser).
Kampmann era omosessuale, pur essendo stato sposato per molti anni con Teresa Herman Koppel, dalla quale ebbe due figli. Fu ucciso nel 1988 sulla spiaggia di Læsø dal suo collega ed amante Jens Michael Schau. La sua tomba si trova a Copenaghen.

## Opere
- Blandt venner (1962), raccolta di racconti
- Al den snak om lykke (1963), romanzo
- Ly (1965), raccolta di racconti
- Sammen (1967), romanzo
- Uden navn (1969), romanzo
- Nærved og næsten (1969), romanzo
- Vi elsker mere (1970), raccolta di racconti
- Pinde til en skønskrivers ligkiste (1971)
- En tid alene (1972), romanzo
- Gregersen-sagaenen (Saga della famiglia Gregersen):
  - Visse hensyn (1973)
  - Faste forhold (1974)
  - Rene linjer (spring 1975)
  - Andre måder (fall 1974)
- Fornemmelser, trilogia:
  - Fornemmelser (1977)
  - Videre trods alt (1979)
  - I glimt (1980)
- Skilles og mødes (1992), romanzo postumo